# Coasta de Aur portugheză
Coasta de Aur portugheză a fost o colonie portugheză pe Coasta de Aur a Africii de Vest (în prezent, Ghana) în golful Guineea.

## Istoria
Portughezii au întemeiat primele așezări pe Coasta de Aur pe 21 ianuarie 1482:
- Fort São Jorge da Mina de Ouro, în prezent Elmina: 21 ianuarie 1482 – 28/29 august 1637; aceasta a fost numită capitală.
- Fort Santo António de Axim, astăzi Axim: 1486 – 1642
- Fort São Francisco Xavier, în prezent Osu: 1640 – 1642
- Fort São Sebastião, cunoscut astăzi ca Shama: 1526 – 1637.

Pe 29 august 1637, olandezii au ocupat São Jorge da Mina. Pe 9 ianuarie 1642, întreaga colonie a fost cedată olandezilor, care au fondat colonia Coastei de Aur Olandeze.

## Legături externe
- WorldStatesmen - Ghana